# Dorfeiche
Dorfeichen werden im Deutschen gewöhnlich an einem markanten zentralen Punkt in der Mitte kleinerer Ortschaften gepflanzte Eichen genannt. Sie bieten bisweilen einen Rastplatz für Wanderer oder den Ort eines lebendigen Diskussionsforums der Dorfgemeinschaft. In der Funktion als historischer Gerichtsplatz standen sie in Konkurrenz mit der Gerichtslinde. Manche Dorfeichen gelten als bis zu tausend Jahre alt. Die Dötlinger Dorfeiche beispielsweise ist ein Naturdenkmal in der Gemeinde Dötlingen im niedersächsischen Landkreis Oldenburg in Deutschland.

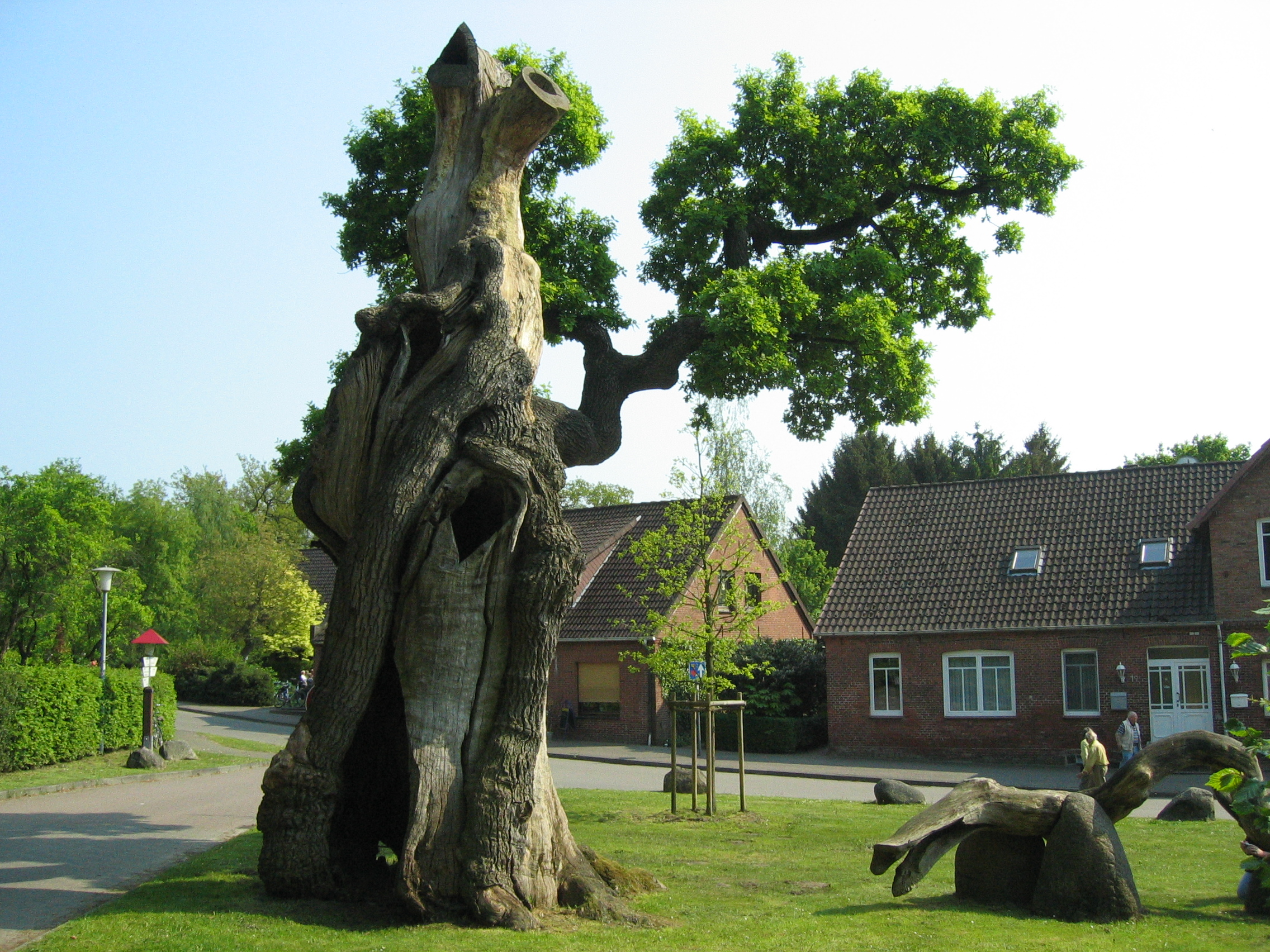
Dorfeiche in Dötlingen

Straßennamen wie Zur Dorfeiche oder An der Dorfeiche usw. weisen auf sie hin.
Der als 'völkischer Avantgardist' bezeichnete Schriftsteller und Historiker Felix Dahn (1834–1912) stellt folgendes über die Dorfeiche fest:

„Die ‚Dorfeiche‘ ist zugleich ‚Gerichtseiche‘ , sie ist die Ahnfrau des Maibaums, in der Bedeutung als Wahrzeichen des Dorfes (des Dorfrechts), als Sammelort für Fest, Spiel und Tanz wie für Musterung der gewaffneten Bannschaft bei kriegerischem Auszug und als Gerichtsstätte.“

Statt Dorfeichen gibt es vielerorts auch Dorflinden. In Afrika erfüllt der Palaverbaum häufig die Funktion des Versammlungsortes, gewöhnlich ein Afrikanischer Affenbrotbaum.